# Vertrag von Alcáçovas

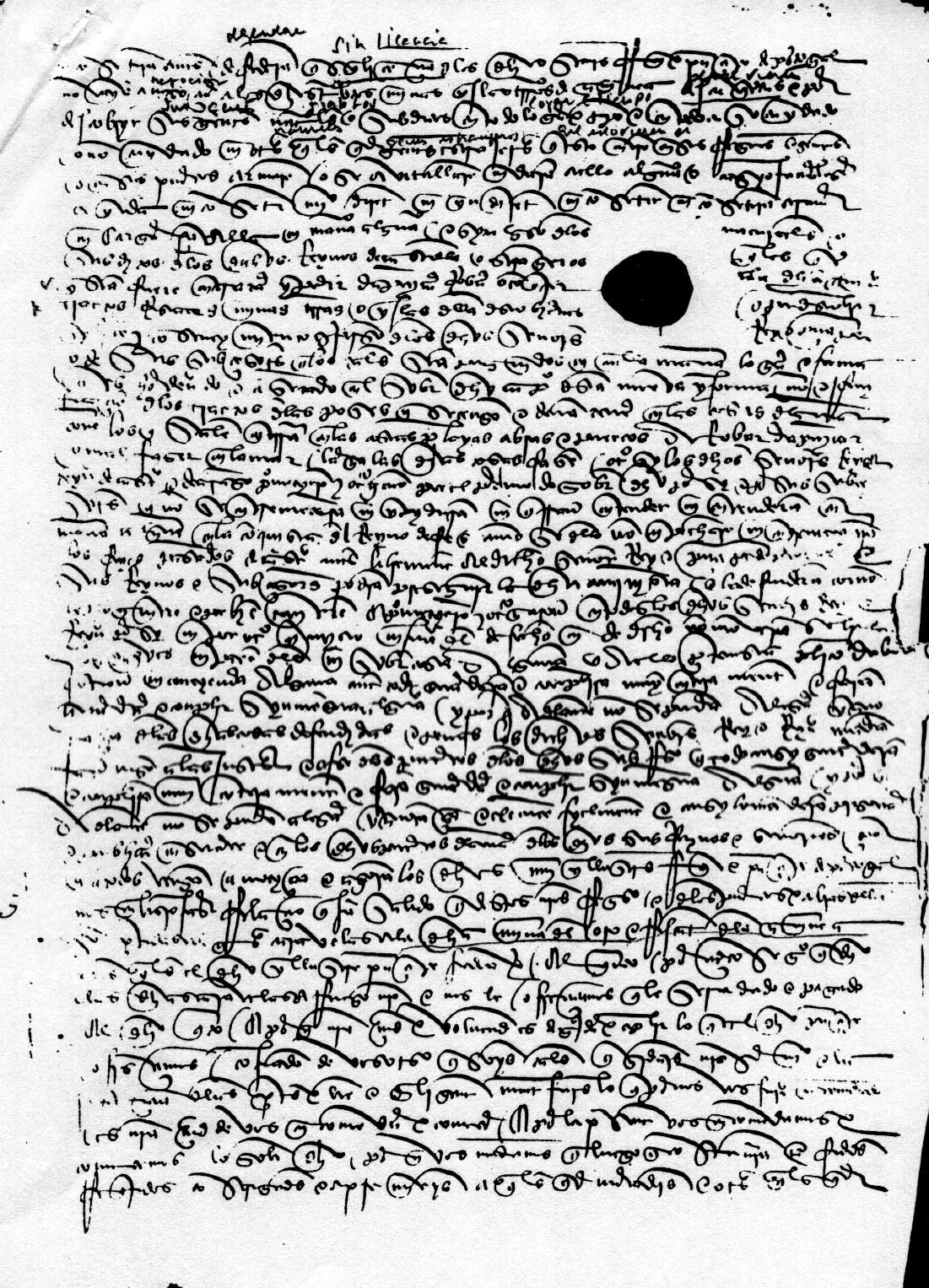
Vertrag im Archivo General de Simancas

Der Vertrag von Alcáçovas beendete im Jahr 1479 den seit 1474 andauernden Kastilischen Erbfolgekrieg. Das Abkommen ist ein Komplex aus vier verschiedenen Verträgen, in denen nicht nur eine Beendigung des Krieges dadurch erreicht werden sollte, dass die Anlässe des Krieges beseitigt wurden, es sollten darüber hinaus die früher guten Beziehungen zwischen den beiden Reichen, Kastilien und Portugal, wiederhergestellt werden.  Der erste Teil betraf die Abgrenzung der  Interessensphären Portugals und Kastiliens in Westafrika und im östlichen Atlantik. Die anderen Teile enthielten Regelungen, die die Probleme aus dem inneriberischen Erbfolgekrieg lösen sollten. Sie beziehen sich auf die Zukunft der ehemaligen Thronprätendentin  Johanna von Kastilien, die Hochzeit des portugiesischen Infanten Alfons mit der kastilischen Infantin Isabella sowie die Behandlung der kastilischen Adeligen, die während des Erbfolgekrieges Johanna von Kastilien unterstützt hatten.

## Vertragsabschluss
Als Vertragspartner auf portugiesischer Seite nennt der Vertrag König  Alfons V. und Prinz  Johann und auf kastilischer Seite König  Ferdinand V. und Königin Isabella. Die Vertragspartner werden in dem Vertrag mit ihren vollen Herrschertiteln genannt. Die Titulatur Ferdinands und Isabellas enthält auch die Titel der Krone von Aragón, nicht aber der Kanarischen Inseln.
Vom 20. bis zum 22. Februar 1479 traf sich Isabella in Alcántara mit ihrer Tante Beatrix von Portugal, der Herzogin von Bragança, der Schwägerin des Königs Alfons V. (König Ferdinand war zu dieser Zeit in Aragonien, um nach dem Tod seines Vaters,  Johann II., die Regierung in den Ländern der Krone von Aragonien zu übernehmen.) Die zwei Damen einigten sich auf die Grundzüge eines Friedensvertrages, der durch rechtskundige Vertreter beider Seiten ausgehandelt werden sollte. 
Die Verhandlungen, die sich über Monate hinzogen, fanden im Palast der Herzogin von Bragança in Alcáçovas in Portugal statt. Verhandlungsführer waren auf kastilischer Seite Rodrigo Maldonado und auf portugiesischer Joao da Silveira, Baron von Alvito. Die Bevollmächtigten unterschrieben die Verträge am 4. September 1479. Die portugiesische Seite ratifizierte die Verträge am 8. September, die kastilische am 6. März 1480 in Toledo.  (Daher wird gelegentlich auch vom „Vertrag von Alcáçovas und Toledo“ gesprochen.) 

## Vertragsinhalte
In einer Art Präambel verzichteten die vertragschließenden Parteien auf alle Feindseligkeiten und auf Herrschaftsansprüche über Territorien der anderen Seite. 

### Vertrag über die Aufteilung der Interessensphären
Die Herrscher Kastiliens verpflichten sich, weder den derzeitigen König Portugals noch seinen Sohn, den Prinzen Johann, noch alle zukünftigen Herrscher Portugals in ihren Rechten einzuschränken, egal durch welche Maßnahmen und weder in Guinea noch an anderen Küsten und Inseln unterhalb der Kanarischen Inseln, ob bereits bekannt oder nicht. Das bedeutete, dass die Inseln im Atlantischen Ozean zum portugiesischen Einflussgebiet erklärt wurden. Keine Person, egal welcher Herkunft, sollte aus dem Machtbereich der Krone von Kastilien heraus in das Gebiet einreisen. Ausdrücklich genannt wurden Madeira, Porto Santo, Desierta, Azoren, Flores und die  Kapverdischen Inseln. Ausgenommen davon seien die Herrschaft und der Verkehr mit den Kanarischen Inseln, die auch im Einzelnen (La Graciosa eingeschlossen) aufgezählt wurden. Damit wurde Kastilien vom Afrika- und Guineahandel ausgeschlossen.   Darüber hinaus verpflichteten sich die Herrscher Kastiliens, sich nicht in die Eroberungen der Portugiesen im Königreich Fez einzumischen. Die Herrscher Kastiliens machten diese Vereinbarung im ganzen Herrschaftsbereich durch Anschreiben an alle unter Umständen betroffenen Personen und Vereinigungen bekannt. Dieser Vertrag wird als Vorstufe des 1494 abgeschlossenen Vertrages von Tordesillas angesehen.
In der Bulle Aeterni regis gab Papst Sixtus IV. dem Inhalt des Abkommens am 21. Juni 1481 seinen Segen.

### Vertrag über die Zukunft von Johanna von Kastilien
Die Vertreter beider Seiten hielten die Heirat zwischen Johanna und  Alfons V. für nichtig, da sie nicht vollzogen wurde. Die portugiesische Seite schlug vor, Johanna zu gegebener Zeit mit Prinz  Johann, dem Sohn der kastilischen Seite, zu verheiraten. Isabella forderte, dass Johanna entweder in ein Kloster eintreten solle oder den Rest ihres Lebens in Kastilien unter Bewachung leben sollte.  Der Vertrag bot Johanna dann zwei Alternativen: Sie könnte dreizehn Jahre in Portugal unter Aufsicht verbringen und den dann 14-jährigen Prinzen Johann heiraten, wobei Johann allerdings das Recht hätte, diese Ehe abzulehnen, oder sie könnte in Portugal in ein Kloster eintreten. Johanna wählte die zweite Alternative. Sie trat am 5. November 1479 in Coimbra als Novizin in ein Kloster der Klarissen ein.  Da Johanna auf alle kastilischen Titel verzichten musste, verlieh Alfons V. ihr im Oktober 1480 den Titel „Excelente Senhora“, den die portugiesischen Infantinnen trugen.

### Vertrag über die Eheschließung zwischen der Infantin Isabella und dem Infanten Alfons
Ein weiterer Vertrag sah die Ehe zwischen der ältesten Tochter der kastilischen Seite, Isabella, und dem Sohn der portugiesischen Seite, Alfons, vor. Die Ehe wurde 1490 geschlossen. Bei der Heirat war die Braut 20 Jahre und der Bräutigam 15 Jahre alt. Alfons starb am 13. Juli 1491.

### Vertrag über die Begnadigung der Anhänger Johannas
Der letzte Vertrag betraf die Behandlung derer, die Johanna bzw. Alfons V. unterstützt hatten. In dem Vertrag wurde vereinbart, dass diese keinerlei Strafen zu erwarten haben sollten und ihr Eigentum und ihre Herrschaftsrechte wiederherzustellen seien, falls sie während des Krieges beeinträchtigt wurden.  Die kastilische Seite nutzte diese Verpflichtung so, dass sie den Besitz und die Herrschaftsrechte sowohl der Unterstützer Johannas als auch die ihrer eigenen Anhänger überprüften und Besitz oder Herrschaftsansprüche, die ihrer Ansicht nach unberechtigt waren oder nicht belegt werden konnten, nicht bestätigten.